# Pimsiri Sirikaew
Pimsiri Sirikaew est une haltérophile thaïlandaise née le 25 avril 1990 à Khon Kaen.

## Carrière
Pimsiri Sirikaew remporte la médaille de bronze aux Championnats du monde d'haltérophilie 2011 à Paris en catégorie des moins de 58 kg. Aux Jeux olympiques de 2012 à Londres, elle est sacrée vice-championne olympique dans la même catégorie, soulevant un total de 236 kg, soit 10 kg de moins que la Chinoise Li Xueying, championne olympique.